# Julie Darras
 (décembre 2024).
Pour les articles homonymes, voir Darras.
Julie Darras, née le 13 avril 1910 à Courcelles-lès-Lens et morte le 30 décembre 2001 à Lagny-sur-Marne, est une femme politique française.

## Biographie

### Famille
Fille d'Henri Darras, mineur de fond et futur maire communiste de Noyelles-Godault (1932-35), elle est d'abord domestique avant de devenir ouvrière du textile, à l'âge de 15 ans, à Seclin.
En 1934, elle devient gérante d'un café à Noyelles-Godault.

### Engagement militant et Seconde Guerre mondiale
Membre des jeunesses communistes (1929), puis du PCF (1932), elle n'a pas de responsabilités politiques particulières dans cette période.
En 1940, après l'arrestation de son père du fait de son action politique, elle fuit l'avancée des troupes allemandes, mais, refoulée, reprend la gérance de son café.
En 1941, son mari, César Delzenne, qu'elle a épousé en septembre 1930, est contraint de fuir le département pour avoir organisé une grève "patriotique" dans les mines où il travaille. Arrêté par les Allemands en janvier 1944, déporté, il est déclaré mort en avril 1945.
Elle même investie dans la résistance communiste, est arrêtée en février 1942, condamnée à deux ans de prison, et finalement libérée en février 1944. Elle reprend alors ses activités pour le parti communiste clandestin. À la libération, elle est décorée de la croix du combattant volontaire.
Membre du bureau fédéral du PCF du Pas-de-Calais, nommée conseillère municipale d'Avion en 1944, puis élue maire-adjointe en 1945, elle est candidate à la Mairie de Noyelles-Godault en 1947.
L'année précédente, elle est devenue permanente de l'Union des femmes françaises, collaboratrice de Claudine Chomat, et, de fait, passe beaucoup de temps à Paris.
Candidate sur la liste communiste à toutes les élections législatives de 1945 et 1946, elle n'est pas élue mais, à la suite de la démission de Nestor Calonne, devient députée le 28 janvier 1947.
Peu estimée de Jeannette Vermeersch, en butte à l'hostilité d'Auguste Lecoeur en raison d'un différend entre lui et le père de Julie, elle n'est pas désignée comme candidate à un nouveau mandat en 1951.
Elle quitte alors la vie politique active.

## Distinctions
- Croix du combattant volontaire de la Résistance.

## Sources
- Dictionnaire biographique du mouvement ouvrier français, notice de Claude Pennetier